# Ramesa fuscipennis
Ramesa fuscipennis är en fjärilsart som beskrevs av George Francis Hampson 1892. Ramesa fuscipennis ingår i släktet Ramesa och familjen tandspinnare. Inga underarter finns listade.